# Not to Touch the Earth
«Not to Touch the Earth» — це пісня 1968 року у виконанні гурту The Doors, із їхнього музичного альбому Waiting for the Sun. Пісня походить від однойменного розділу поеми Джима Моррісона під назвою «Celebration of the Lizard» («Святкування Ящірки»). Паралельно із записом самого альбому, робилися спроби записати ще й згадану поему у виконанні гурту, але в результаті до складу альбому ввійшов лише цей її уривок — Not to Touch the Earth. Натомість поему видали у друкованому вигляді — на звороті альбому. Повний запис поеми вийшов вже у 2003 році у складі музичної збірки гурту під назвою Legacy: The Absolute Best, а також у повторному виданні альбому Waiting for the Sun. Пісню, щоправда, розкритикували за те, що вона, незважаючи на тематику, не настільки гостра й амбітна, як попередні пісні гурту.

## Значення слів пісні
Пісня починається зі слів «Не торкатися землі, не бачити сонця…» (англ. «Not to touch the earth, not to see the sun…»). Ці два вислови є назвами двох розділів книги Джеймса Фрейзера — Золота гілка. Одна із глав цієї книги має назву «Між небом та землею» (англ. «Between Heaven and Earth»), а розділи — «Не торкатися землі» (перший) та, відповідно, «Не бачити сонця» (другий). В цих розділах розглядаються заборони, що стосуються деяких людей (в основному осіб королівського походження або священнослужителів), які ходять по землі, або мають сонце над своєю головою. Фрейзер зауважив, що подібні заборони стосовно представників цього прошарку суспільства були поширені серед багатьох примітивних культур, і швидше за все були пов'язані із традиціями та забобонами, що стосувалися менархе та наступних обрядів ініціації у жінок. Праці Фрейзера мали значний вплив на Моррісона, згідно з інформацією, поданою у його біографії під назвою No One Here Gets Out Alive, написаної після смерті Моррісона журналістом Джеррі Гопкінсом.

## Кавер-версії
Кавери на цю пісню виконували такі гурти та виконавці, як Deceased, Queens of the Stone Age, Bile, Ніколь Аткінс та Otep.